# Secretaria d'Estat d'Universitats, Recerca, Desenvolupament i Innovació
La Secretaria d'Estat d'Universitats, Recerca, Desenvolupament i Innovació d'Espanya és una Secretaria d'Estat de l'actual Ministeri de Ciència, Innovació i Universitats.

## Funcions
D'acord amb el Reial decret 865/2018, en el seu article 2, li corresponen a la Secretaria d'Estat:
- La superior adreça de les competències atribuïdes al departament en matèria de Universitats, recerca, desenvolupament i innovació.
- El disseny, planificació i adreça de la política de beques i ajudes a l'estudi, en l'àmbit de les seves competències, en coordinació amb les pròpies del Ministeri d'Educació i Formació Professional.
- La promoció de les polítiques d'igualtat, no discriminació i accessibilitat universal en l'àmbit científic, l'impuls d'actuacions i activitats per conèixer la situació de les dones respecte a la dels homes i l'efecte de les polítiques públiques engegades que afecten a les dones investigadores, tecnòlogues o científiques en relació al seu desenvolupament, implantació i impacte, així com el foment de la participació de les dones en l'àmbit universitari, investigador i innovador, en un pla d'igualtat, sense perjudici de les competències que corresponen a la Subsecretaria de Ciència, Innovació i Universitats.
- L'impuls i coordinació de les relacions amb les comunitats autònomes i les corporacions locals en matèria universitària, de recerca, desenvolupament i innovació.
- L'elaboració de les propostes de disposicions generals en les matèries de la seva competència, així com les relacions i consultes amb les comunitats autònomes, les Universitats i les persones jurídiques i físiques interessades durant la seva tramitació.
- Les funcions pròpies com a Autoritat Nacional vinculades al programa Erasmus+.
- L'adreça de les relacions internacionals en matèria d'Universitats, recerca, desenvolupament i innovació, així com el seguiment de les actuacions de la Unió Europea en aquest àmbit, així com la definició dels programes de cooperació internacional en l'àmbit universitari i de recerca, desenvolupament i innovació, de caràcter bilateral o multilateral, sense perjudici de les competències del Ministeri d'Afers Exteriors, Unió Europea i Cooperació d'Espanya.
- Les funcions atribuïdes al Ministeri de Ciència, Innovació i Universitats en la gestió de Programes Operatius cofinançats per fons comunitaris en l'àmbit de recerca, innovació i Universitats, en l'àmbit de les competències d'aquesta Secretaria d'Estat.

## Estructura
Depenen de la Secretaria d'Estat d'Universitats, Recerca, Desenvolupament i Innovació:
- La Secretaria General d'Universitats.
- La Direcció general de Recerca, Desenvolupament i Innovació.
- El Gabinet de la Secretaria d'Estat.
- La Subdirecció General de Coordinació i Relacions Institucionals.

### Organismes adscrits
- L'Agència Estatal de Recerca.
- El Centre per al Desenvolupament Tecnològic i Industrial.

## Titulars
- Carmen Vela Olmo (2012 - 19 de juny de 2018)[2]
- Ángeles Heras Caballero (19 de juny 2018 -)[3]

## Antics secretaris d'estat
- Secretaria d'Estat d'Universitats i Recerca: 
  - Luis González Seara (1977-1979).
  - Manuel Cobo del Rosal (1981).
  - Saturnino de la Plaza Pérez (1981-1982).
  - Carmina Virgili i Rodón (1982-1985).
  - Juan Manuel Rojo Alaminos (1985-1992).
  - Elías Fereres Castiel (1992-1994).
  - Emilio Octavio de Toledo y Ubieto (1994-1995).
  - Enric Banda i Tarradellas (1995-1996).
  - Salvador Ordóñez Delgado (2004-2006).
  - Miguel Ángel Quintanilla (2006-2008).
- Secretaria d'Estat d'Universitats, Recerca i Desenvolupament: 
  - Fernando Tejerina García (1996-1997).
  - Manuel Jesús González González (1997-1999).
- Secretaria d'Estat d'Educació, Universitats, Recerca i Desenvolupament: 
  - Jorge Fernández Díaz (1999-2000).
- Secretaria d'Estat de Política Científica i Tecnològica
  - Pedro Morenés Eulate (2002-2004)
  - Ramón Marimón Suñol (2000-2002)
- Secretaria d'Estat de Recerca
  - Felipe Pétriz Calvo (2009-2011)
  - Carlos Martínez Alonso (2008-2009)